# Vollein Ferenc
Vollein Ferenc (Veszprém, 1999. február 11. –) Balaton-díjas magyar festőművész. A hazai és az európai naiv képzőművészeti irányzat stílusjegyeit ötvözi az itáliai reneszánsz hagyományaival, a sajátosan önálló színvilágával. Kiemelt festészeti témai: a szakralitás, a balatoni táj és a hozzá fűződő legendák, mondák megjelenítései, valamint a toszkán és a dél-itáliai táj élményei. Fiatal kora ellenére már 53 önálló és számos csoportos tárlattal, 30 hazai és nemzetközi képzőművészeti alkotópályázatokon elért győzelemmel és előkelő helyezéssel, rangos országos ösztöndíjakkal, valamint négy színes képzőművészeti kiadvánnyal képviselteti magát a hazai képzőművészeti életben. Badacsonyörsön él és alkot, ahol a műterme és az egész évben folyamatosan nyitva tartó Kortárs Képzőművészeti Galériája is található. A szakírók az eddigi életműve alapján a kortárs naiv képzőművészeti irányzat kiemelkedő hazai és nemzetközi reprezentánsaként határozzák meg. Képzőművészeti munkásságának eddigi legnagyobb elismeréseképpen 2024-ben Balaton-díjban részesült.[forrás?]

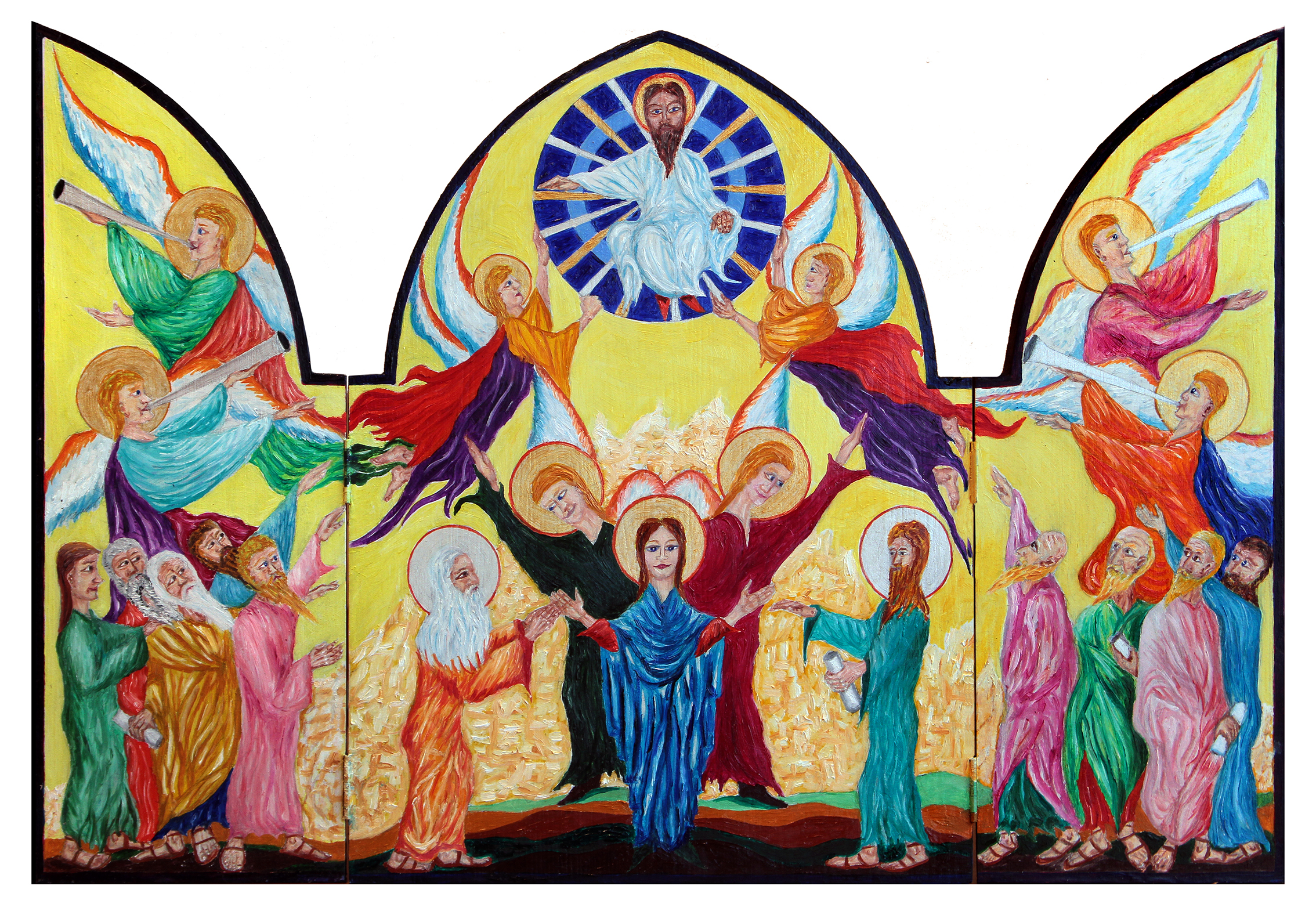
Jézus mennybemenetele szárnyasoltár, 2017

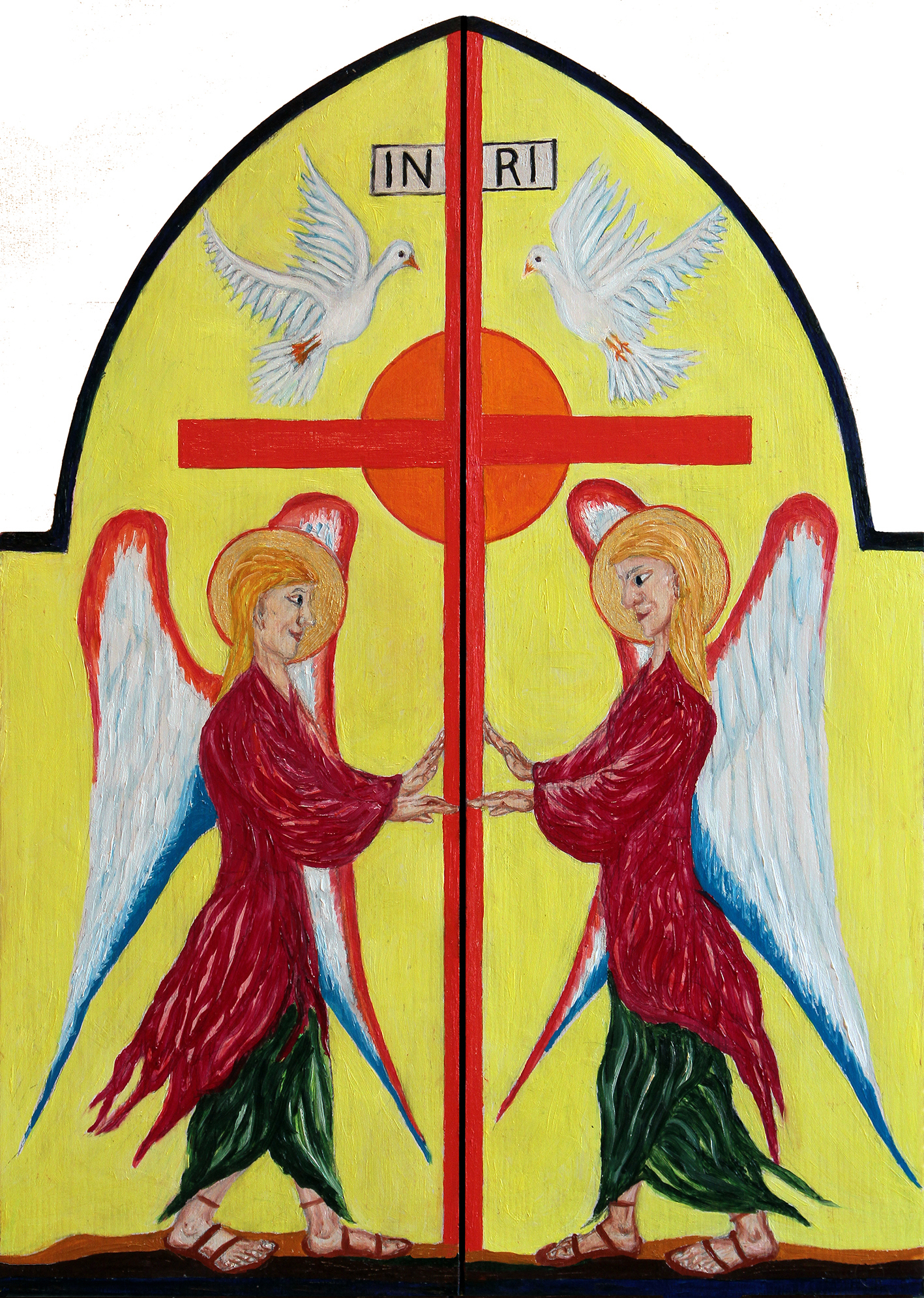
Úr angyalai az üres keresztnél, szárnyas oltár csukott állapotban, 2017

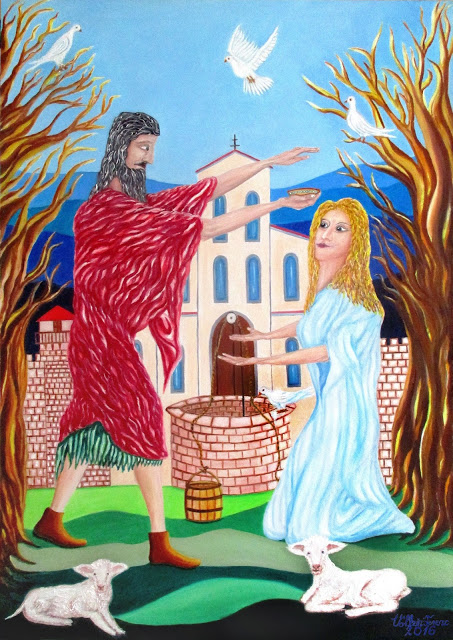
Szent Márton megkereszteli édesanyját, olaj, vászon, 70x100 cm, Róma, Vatikán

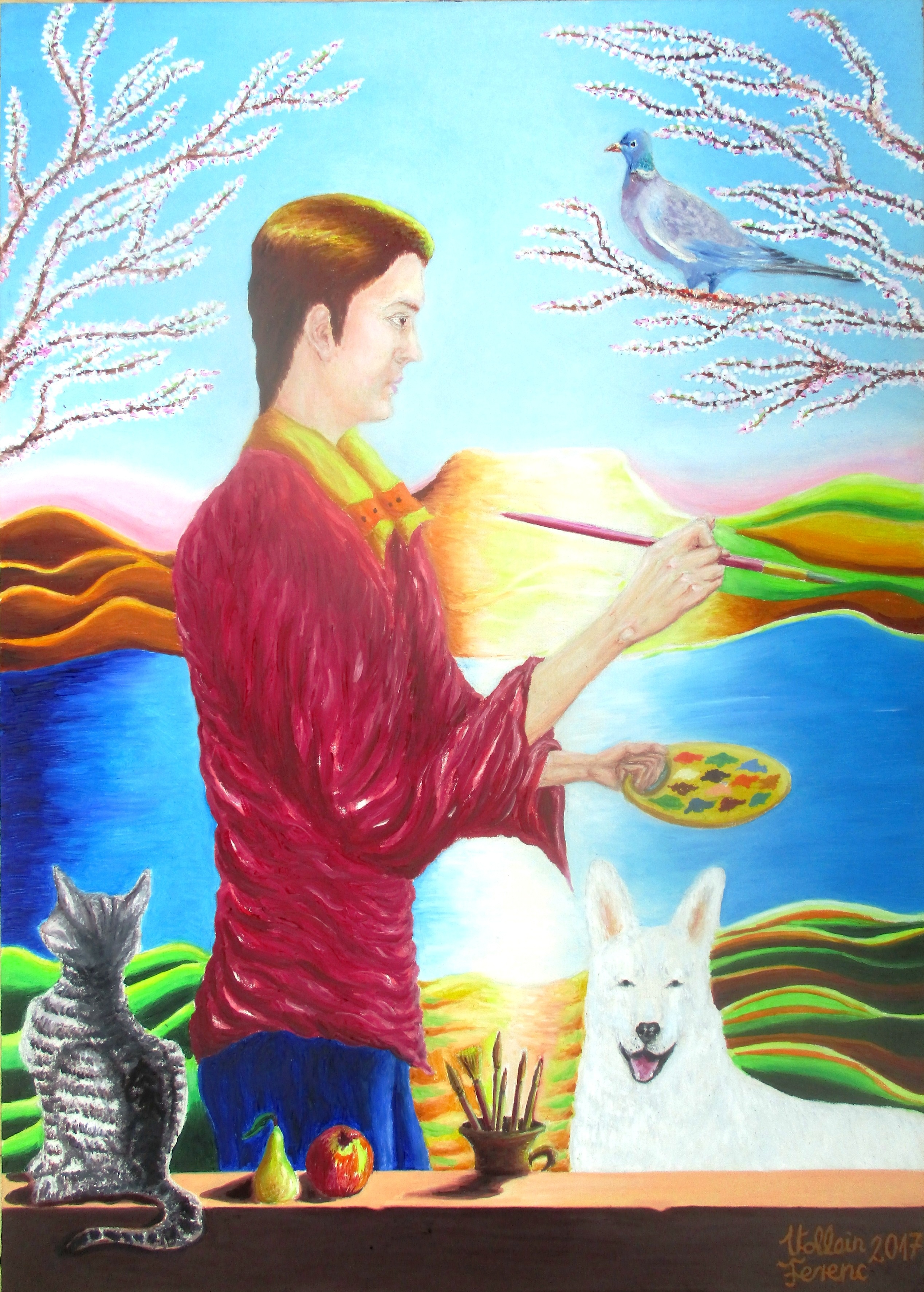
Vollein Ferenc: Önarcképem a Balatonnal és kedves állataimmal (2017)

## Tanulmányai
Az általános iskolát Türjén kezdte, Zalaegerszegen, az Eötvös József Általános Iskolában folytatta, majd Zalaegerszegen a Landorhegyi Általános Iskolában fejezte be. 
A Várpalotai Képesség- és Tehetségfejlesztő Magániskola Gimnáziumának képzőművészeti tagozatán, a "kis képzőben" érettségizett és végzett 2019-ben.

## Képzőművészeti eredmények
2009
- 2009 ősz: a "Határok közötti" Benedek Elek meseillusztrációs versenyen a gyermek -kategória egyik győztese az "Ördög a kályhában" című alkotással 350 pályamű között

2010
- 2010 február: a "Boszorkánytánc" című festménnyel különdíj a Deák Ferenc Megyei Könyvtár által kiírt festészeti versenyen
- 2010 tavasz: I. helyezés a Mosolyvarázs Alapítvány országos alkotói pályázatán (kb. 12000 beérkezett alkotásból) és a díjnyertes pályamunka megjelenése Lackfi János költő "Egy jó szokás" című verseskötetének egyik versillusztrációjaként
- 2010 május: Nagykanizsán, a Zalai Művészeti Gyermekfesztiválon fesztivál-nagydíj a "Füredi karnevál" című nagyobb lélegzetű kompozícióra
- 2010 július: I. díj a Zabszalma együttes által kiírt országos alkotópályázaton (2000 induló) "Az évszakok körforgása" című festménnyel
- 2010 nyarán a keszthelyi Goldmark Károly Művelődési Központ által a felnőtt alkotóművészek számára kiírt "Bor és a szőlő a képzőművészetben" című alkotópályázaton a "Szüretelők" című alkotása bekerül a legjobb kiállított 20, illetve a díjazott 6 alkotás közé, s a zsűri különdíját is megkapja

2011
- 2011 II. helyezés az "Európai erdők hete 2010" című regionális alkotópályázaton a "Sokszínű zalai erdő" című festménnyel
- 2011 április: II. helyezés a Tölgyesi Lívia által kiírt "Matyesz és Lilla" gyermekregény folytatására kiírt országos alkotópályázaton a "Matyesz az állatkertben" című munkával (kb. 7000 pályázó közül)
- 2011 május: II. helyezés a zalaegerszegi Apáczai ÁMK által meghirdetett megyei versillusztrációs képzőművészeti pályázaton "A zsennyei gézengúz" című versillusztrációval
- 2011 június: Japán Magyarországi Nagykövetsége és Zalaegerszeg Megyei Jogú Város által kiírt alkotópályázaton az "Ikarosz zuhanása" című festménnyel a 2011 novemberében megrendezett 34. Toyoma Megyei Művészeti Fesztiválon a gyermek-kategória egyik győztese és díjazottja. Az alkotás ezt követően Toyomában, a Japán Gyermekművészeti Múzeumban került végleges elhelyezésre.

2012
- 2012 február: II. helyezés Csukás István: A január lekocog a lépcsőn című versillusztrációval az Apáczai Kiadó által "A tehetség PONT én vagyok" keretében meghirdetett "Szivárvány" országos képzőművészeti alkotópályázaton (kb. 1800 pályázó közül).
- 2012 május: I. helyezés gyermek kategóriában a "Tavaszi sétalovaglás Tihanyban" című festményével, a "Nyiss ránk!" országos képzőművészeti alkotópályázaton (több száz pályázóból), a Magyar Művelődési Intézet Képzőművészeti Lektorátusának zsűrizésével
- 2012. június 4. I. helyezés a "Sümegi vár" című munkával, a zalaegerszegi Eötvös József Általános Iskola által a "Nemzeti Emléknap" keretében meghirdetett városi képzőművészeti alkotópályázaton
- 2012 július: 5. helyezés a "Vissza a természetbe!" című festménnyel a Bayer-UNEP nemzetközi környezetvédelmi pályázaton, amely a világ legnagyobb korosztályos képzőművészeti megmérettetése, a mintegy 640 ezer induló közül

2013
- 2013 március a Prágai Cseh Rádió "Ne félj a mumustól!" című nemzetközi  képzőművészeti alkotópályázatán az "Ördög a kályhában" című festménnyel bekerült a legjobb kiállított alkotások közé
- 2013 május: a "Férfiak képzőművészeti kiállítása Anyák Napján" elnevezésű, felnőtt, hivatásos képzőművészek számára kihirdetett, a pilisvörösvári MŰ-hely Galéria országos alkotópályázatán a "Fátyolos Madonna" című festmény bekerül a legjobb 50 kiállított alkotás közé (14 évesen)
- 2013 december: I. helyezés a Nemzeti Közszolgálati és Tankönyv Kiadó Zrt. által kiírt országos képzőművészeti alkotópályázaton a "Magyarország az én hazám" elnevezésű kategóriában, a "Szent István Magyarországa" című olaj, vászon, 100x70 cm-es alkotással (5-8. osztályos korcsoportban)

2014
- 2014 december: I. helyezés a Mécs László Irodalmi Társaság és a Pálffy Dénes Népfőiskolai Társaság I. Nemzetközi Adventi Versillusztrációs pályázatán a "Triptichon I-III." című szárnyasoltár-kompozíciójával, Weöres Sándor: Rongyszőnyeg c. költeményének illusztrációjaként

2015
- 2015 április: a TÁMOP-Tehetséghidak és a Magyar Tehetségsegítő Szervezetek Szövetségének a szervezésében – az Új Széchenyi Terv keretében- a "Határtalan lehetőség" elnevezésű országos képzőművészeti alkotópályázat győzteseként 8 napos egyéni, itáliai, képzőművészeti tanulmányút Pisában, Firenzében és Rómában

2016
- 2016 február – Megjelenik a Tündérország című, 100 oldalas, színes, kemény fedeles képzőművészeti kiadvány 67 alkotással, színes mellékletekkel, 4 tanulmánnyal és Lángi Péter költő Vollein Ferenchez írott költeményeivel az EMMI, az EMET és Balog Zoltán miniszteri támogatásával
- 2016 április – A "Balatoni Tündérország" című festményét megvásárolja a Vaszary Villa és Galéria a balatonfüredi tárlat alkalmával
- 2016 április – a "Mesés Mosztár" és a "Menekülés Egyiptomba" című alkotásával bekerül a Völgyi-Skonda Kortárs Gyűjteménybe a korábbi alkotásai mellé

- a "Szent Márton megkereszteli édesanyját" című alkotásával bekerül a 15 győztes alkotás közé, Felnőtt kategóriában a Napkút Kiadó és a Cédrus Művészeti Alapítvány által meghirdetett országos képzőművészeti alkotópályázaton, a Szent Márton év alkalmával
- a festmény megjelenik a 200 oldalas Szent Márton Almanachban és
- alkotásával bekerül a Vatikáni Múzeumba és Képtárba, melyet személyesen ad át a Szentatyának, Ferenc pápának Rómában, a Szent Péter téren október 12-én pápai audiencián a Szent Márton év alkalmával

- III. helyezés a "Tedd ki a tehetségedet!" elnevezésű országos képzőművészeti alkotópályázaton

- A MOL Új Európa Alapítvány Tehetségtámogató Program országos ösztöndíjának elnyerése 6 alkalommal, kiemelt támogatottként
- december – 2017 január – a Völgyi-Skonda Kortárs Gyűjtemény megrendelésére megfesti a "Jézus mennybemenetele" és az "Úr angyalai az üres keresztnél" című ötrészes, összehajtható szárnyas házi oltár – amellyel hivatásos hazai kortárs festőművészek társaságában közös képkatalógusban jelenik meg és csoportos kiállításokon vesznek részt a jövőben, az ország különböző helyszínein

2017
- 2017 augusztus: a "Nemzet Fiatal Tehetsége" képzőművészeti elismerés és az ezzel  járó képzőművészeti ösztöndíj elnyerése- másodszor 2015 után, és az ezzel kapcsolatban itáliai képzőművészeti tanulmányutak megvalósítása 2018-ban
- Két alkotásával is bekerül a Völgyi-Skonda Kortárs Gyűjtemény által szerkesztett Égi jel című, 147 oldalas, legjobb magyar szakrális festőket bemutató  válogatott, színes képzőművészeti kiadványba
- A Mol Új Európa Alapítvány Tehetségtámogató Program  országos képzőművészeti ösztöndíjának elnyerése 7-dik alkalommal

2018
- Itáliai képzőművészeti tanulmányutak Velence, Firenze, Siena, San Gimignano, Róma, Ravenna, Amalfi, Ravello, Sorrento, Capri-szigete, Pompei és Nápoly helyszínekkel
- 5 alkotása is bekerül a Völgyi-Skonda Kortárs Gyűjtemény által kiadott Naivok című  válogatott, színes, 156 oldalas színes képzőművészeti kiadványba, amely a kortárs naiv képzőművészetről  ad teljes keresztmetszetet
- Két alkotása, a Szent Imre és a Szent István portréja (50x70 cm, olaj, vászon) végleges elhelyezést nyer Aszófőn a pünkösdi szentmise keretében, a Szent László Római Katolikus Plébániatemplom főbejáratának oldalhajóin
- Kallós Péternek, az enyingi Nepomuki Szent János Római Katolikus Templom plébánosának a felkérésére elkészíti a Balaton királynője című, 200x150 cm-es alkotását Szűz Máriáról balatoni háttérrel. A festmény a Badacsonytomaji Önkormányzat Képviselőtestületének a döntése alapján Badacsonyban, a Tátika Kulturális Központ nagytermében kerül végleges elhelyezésre.

2019
- Elismerő Oklevél a Zsidók Jézusért Misszió országos képzőművészeti alkotópályázatára beküldött kiemelkedő színvonalú alkotásaiért
- A "Nemzet Fiatal Tehetségeiért" képzőművészeti ösztöndíj elnyerése 2015 és 2017 után harmadszorra

2020
- Köszöntő, elismerő oklevél Fekete Péter kultúráért felelős államtitkár úrtól a 44-dik, Színek az égből című veszprémi kiállításmegnyitó  alkalmából ( Veszprém, Petőfi Sándor Színház Előcsarnok Galériája)
- Megjelent a Színek az égből című negyedik, 132 oldalas, színes képzőművészeti kiadványa

2021
- A Nemzet Fiatal Tehetségeiért ösztöndíj és képzőművészeti elismerés negyedszerre történő megnyerése
- A t"ARS Keresztény Képzőművészeti Műhely által a "Ki számomra Szent József" címmel kiírt országos képzőművészeti alkotópályázaton a Szent család című olaj, vászon festménye bejutott a zsűri által kiválasztott legjobb alkotások közé

2024
Balaton-díj, amelyet a 120 éves Balatoni Szövetség hozott létre1994-ben

## Önálló könyvbemutatók
- 2014 – 85. Ünnepi Könyvhét, Budapest, Vörösmarty tér, Líra standja
- 2016 május – Zalaegerszeg, Deák Ferenc Megyei Könyvtár József Attila Tagkönyvtára
- 2016 június – 87. Ünnepi Könyvhét, Budapest, Vörösmarty tér, Líra standja
- 2016 október – XVI. Győri Könyvszalon, Kisfaludy Sándor Megyei Könyvtár
- 2017 június – Badacsonytomaj, Hotel Bonvino Konferenciaterme

## Önálló tárlatok
2009
- Zalaegerszeg, Nyitott Ház Módszertani Intézet aulája
- Zalaegerszeg, Keresztury Dezső ÁMK aulája
- Zalaegerszeg, Városi Középiskolai Kollégium Teleki Blanka Székhelykollégiumának Galériája

2010
- Keszthely, Balaton Színház, Básti-terem
- Balatonfüred, Kisfaludy Galéria

2011
- 2011 december- 2012 február Budapest, MOL-székház Galériája
- Zalaegerszeg, Apáczai ÁMK Galériája
- Csopak, Csopak Galéria
- Gyenesdiás, Gyenesdiási Községháza Galériája
- Badacsony, Hotel Bonvino Konferenciaterme
- Keszthely, Faludy Galéria

2012
- Székesfehérvár, A Szabadművelődés Háza, Kondor Béla- terem
- Siófok, Kálmán Imre Közösségi Ház Galériája
- Kapolcs, Művészetek Völgye, Fesztiválközpont, Faluház
- Zalaegerszeg, József Attila Városi Könyvtár kiállítótere
- Zalaegerszeg, Hevesi Sándor Színház nézőtéri előcsarnoka

2013
- Zalaegerszeg, Gönczi Galéria
- Balatonfüred, Arácsi Népház Galériája
- Székesfehérvár, Szent István Művelődési Ház Szent Korona Galériája
- Keszthely, Balaton Színház, Básti-terem

2014
- Győr, József Attila Művelődési Ház Galériája
- Alsóőr (Unterwart), Magyar Média- és Információs Központ Galériája
- Veszprém, Veszprémi Érsekség Szaléziánumának Galériája
- Vonyarcvashegy, Vonyarcvashegyi Önkormányzat Tanácsterme
- Balatonalmádi, Pannónia Kulturális Központ Galériája

2015
- Keszthely, Balaton Múzeum Galériája
- Nagykanizsa, Halis István Városi Könyvtár Galériája
- Pécs, Zsolnay Negyed, Művészetek és Irodalom Házának Barokk Tetőtéri Galériája
- Kapolcs, Művészetek Völgye Fesztivál, Fesztiválközpont Kiállítóterme
- Budapest, XII. kerület, Hegyvidék, Lívia-villa Galériája

2016
- Székesfehérvár, Árpád Fürdő Galéria
- Balatonfüred, Kisfaludy Galéria
- Vonyarcvashegy, Községháza Tanácsterme a 40 halász emléknap alkalmával

2017
- Tihany, Apátsági Rege Cukrászda
- Zalaegerszeg, Városi Hangverseny és Kiállítóterem – Zsinagóga

2018
- Veszprémi Érsekség Szaléziánumának Galériája
- Keszthely, Balaton Színház, Básti terem
- Balatonalmádi, Pannónia Kulturális Központ Galériája

2019
- 40-dik, jubileumi tárlat a 20. születésnap alkalmával Székesfehérváron, a Szabadművelődés Házának Kondor Béla termében
- Gyenesdiás, Községháza Galériája
- Vonyarcvashegy, a Vonyarcvashegyi Községháza Tanácsterme

2020
- Veszprém, Petőfi Sándor Színház Előcsarnok Galériája
- Budapest, XII. kerület, Hegyvidék,Polgármesteri Hivatal Folyosó Galériája
- Zalaszentgrót, Művelődési Ház Galériája
- Sümeg, Kisfaludy Sándor Múzeum
- Ábrahámhegy, Bernáth Aurél Galéria

2021
- Badacsonyörs, a Kortárs Képzőművészeti Galériájának a megnyitója és avatója
- Zalaegerszeg, Gáz-és Olajipari Múzeum Galériája
- Keszthelyen, Kis Szent Teréz Karmelita Bazilika Kerengő Galériájában a nemzetközi Ars Sacra fesztivál keretében
- Kaposvár, a Somogy Megyei Kormányhivatal Galériája

2022
- Veszprém, Deák Ferenc Megyei Könyvtár kiállítótere
- Székesfehérvár, Kisfaludi Közösségi Ház Galériája
- Kővágóörs, Művelődési Ház Galériájában a Káli Kövek Képzőművészeti Klub rendezésében
- Sümeg, Kisfaludy Sándor Emlékmúzeum Galériájában a XII. Sümegi Jakab Napok nyitórendezvényeként

2023
- Badacsony, Hableány kiállítótere
- Ajka, Nagy László Művelődési Központ Galériája
- Ábrahámhegy, Bernáth Aurél Galéria
- Keszthely, Balaton Színház,Simándy József terem

2024
- Mór, Lamberg-kastély Galériája
- Balatonfüred, Villa Gyetvai galériája

## Csoportos tárlatok
2009
- Zalaegerszeg, Apáczai ÁMK, Deák Ferenc Városi Könyvtár által kiírt festészeti verseny díjnyertes alkotásainak kiállítása
- Őriszentpéter, a "Határok között" Benedek Elek Meseillusztrációs Verseny díjnyertes alkotásainak kiállítása

2010
- Mosolyvarázs Alapítvány által rendezett országos képzőművészeti alkotópályázat győztes alkotásainak országos vándorkiállítása
- Nagykanizsa, Zalai Gyermekművészeti Fesztivál csoportos tárlata
- "Bor és szőlő a képzőművészetben" nemzetközi felnőtt alkotópályázat legjobb 20 alkotásának vándorkiállítása, Keszthely, Nagykanizsa, Lendva

2011
- "Európai Erdők Hete" képzőművészeti pályázat díjnyertes munkáinak tárlata, Zalaegerszeg
- Zalaegerszeg, Apáczai ÁMK, Zala megyei versillusztrációs verseny legjobb alkotásainak kiállítása
- Japán, Toyama Megyei Művészeti és Kulturális Fesztivál

2012
- Budapest, Apáczai Kiadó Galériája
- Bajót-Péliföldszentkereszt, Istálló Galéria (Magyar Művelődési Intézet Képzőművészeti Lektorátusának a rendezésében)
- Svájc, Genf, Bayer-UNEP Székház

2013
- Férfiak képzőművészeti kiállítása Anyák Napján – Pilisvörösvár, MŰ-hely Galéria

2015
- Új művek – Zalaegerszeg, Hevesi Sándor Színház Kiállítótere, Vitrin Kortárs Képző- és Iparművészeti Egyesület
- Székesfehérvár, Árpád Fürdő Galériája, az "1Másfelé" képzőművészeti csoport tagjaként

2016
- We are solely on the side of Peace – Vonyarcvashegy, Művelődési Ház Galériája
- Keszthely, Balaton Színház, Simándy József terem, az 1Más-felé képzőművészeti csoport tagjaként
- Arcképek és Tájképek – Keszthely, Művész Café

2017
- Napraforgók a képzőművészetben – Gyenesdiás Községházának Galériája

2019
- Duna-Gangesz Művészeti Híd elnevezésű, magyar és indiai alkotók részvételével csoportos képzőművészeti tárlaton történő bemutatkozás Budán, a VárMező Galériában 4 alkotásssal Ramesh Therdal világhírű indiai képzőművész meghívására
- A Zsidók Jézusért Misszió közös, Zsidó Passió elnevezésű csoportos budapesti tárlatán történő részvétel 2 alkotással

2020
- Gyenesdiás-Községház Galériája, Halászok és halászat a Balaton történetében

## Festmények magán- és közgyűjteményekben
- Budapest
- Völgyi-Skonda Kortárs Gyűjtemény – Budapest
- Mosolyvarázs Alapítvány Gyűjteménye – Budapest
- Apáczai Kiadó Gyűjteménye
- Zalaegerszegi Megyei Kórház Gyermekrehabilitációs Osztálya – Zalaegerszeg
- Landorhegyi Általános Iskola – Zalaegerszeg
- Városi Középiskolai Kollégium – Zalaegerszeg
- Deák Ferenc Megyei Könyvtár Gyűjteménye – Zalaegerszeg
- Göcsej Múzeum, a Nemzeti Múzeum Közgyűjteményének részeként – Hévíz
- Dr. Szendrey Magángyűjteménye – Veszprém
- Dr. Antal Judit Magángyűjteménye – Paloznak
- Kerekes Kazimir Magángyűjteménye – Balatonfüred
- Vaszary Villa és Galéria Gyűjteménye
- Japán Állam és Császárság, Toyama: Japán Gyermekművészeti Múzeum
- Bayer-UNEP Székház Gyűjteménye – Róma
- Vatikán Állam: Vatikáni Múzeum és Képtár
- Dr Nagy Krisztián magángyűjteménye
- Dr. Vereczkei Attila magángyűjteménye
- Aszófő, Szent László Római Katolikus Plébániatemplom nyilvános, megáldott közgyűjteményének részeként a templom oldalhajóin véglegesen elhelyezve
- Enying, Nepomuki Szent János Római Katolikus Templom Plébániája
- festmények Toldi Miklós
- Dr. Novák Péter és Dr. Zelenyánszky Márk, Peter Agardi és Krisztina Agardi magángyűjteményében

## Művésztanárok, mentorok
- Kardos Ferenc író, költő (Pannon Írók Társasága), a nagykanizsai Halis István Városi Könyvtár igazgató-helyettese
- Németh Miklós grafikusművész
- Szemes Péter esztéta, irodalomtörténész, kritikus
- Csala Zsuzsa, a Várpalotai Képesség- és Tehetségfejlesztő Magániskola Gimnáziumának művésztanára
- Lángi Péter keszthelyi költő, Pannon Írók Társasága
- Dr. Zóka Péter művészetfilozófus, a kaposvári Pannónia Kulturális Egyesület alelnöke

## Művészeti ösztöndíjak, támogatások
- 2011, 2012, 2013, 2014, 2015, 2016, 2017 – a MOL Új Európa Alapítvány Tehetségtámogató Program képzőművészet-festészet kategória győztese és kiemelt támogatottja
- 2012, 2013, 2014, 2015 – Zalaegerszeg Megyei Jogú Város művészeti ösztöndíjasa
- 2013 – Zalaegerszeg Megyei Jogú Város Millecentenáriumi Közalapítvány támogatottja
- 2013 – Zalaegerszeg Megyei Jogú Város Önkormányzata támogatottja
- 2013 – Balog Zoltánnak, az emberi erőforrások miniszterének kiemelt támogatása, a Nemzeti Kulturális Alap Igazgatóságán keresztül folyósítva
- 2015 – Nemzet Fiatal Tehetségeiért ösztöndíj, mely az Emberi Erőforrások Minisztériumának megbízásából az Emberi Erőforrás Támogatáskezelő által meghirdetett "Egyedi fejlesztést biztosító ösztöndíjak" című pályázat  egyik győzteseként, a Nemzeti Tehetség Program keretében került megvalósításra
- 2017 – Nemzet Fiatal Tehetségeiért képzőművészeti ösztöndíj itáliai képzőművészeti tanulmányút megvalósítására
- 2019 – Nemzet Fiatal Tehetségeiért képzőművészeti ösztöndíj újbóli, harmadszori elnyerése képzőművészeti eszköztámogatás megvalósítására
- 2020 – Támogatás az EMMI-n keresztül folyósítva a Színek az égből című képzőművészeti kiadvány megvalósítására
- 2021 – Nemzet Fiatal Tehetségeiért ösztöndíj és képzőművészeti elismerés negyedszerre történő elnyerése

## Kiadványai
- Vollein Ferenc: Színek az égből -2020 ( Prof. Dr. Kásler Miklósnak, az EMMI miniszterének előszavával és ajánlásával, Szemes Péter szerkesztésével és tanulmányával és Dr. Zóka Péter művészestfilozófus írásával, a kaposvári Pannónia Kulturális Egyesület kiadásában) 132 oldalas, színes, fűzött, védőborítóval ellátott, 35x24 cm-es, összefoglaló képzőművészeti kiadvány 102 festménnyel, tanulmányokkal, színes mellékletekkel és 4 nyelvre lefordított művészi pályaképpel  a keszthelyi Ziegler Nyomda gondozásában
- Szemes Péter (szerk.): Vollein Ferenc – Tündérország. Az ifjú festőművész 2009–2016 közötti válogatott alkotásai, tanulmányokkal és színes mellékletekkel. AmbrooBook Lap- és Könyvkiadó Kft., Győr (2016)[2]
- Vollein Ferenc: A színek bűvöletében, Zalaegerszeg, a Vitrin Képzőművészeti Egyesület kiadásában, Szemes Péter esztéta tanulmányával (2014)
- Vollein Ferenc: A színek varázsában (Keszthely) Németh Miklós grafikusművész, mentor ajánlásával és előszavával (2012)

## További információk

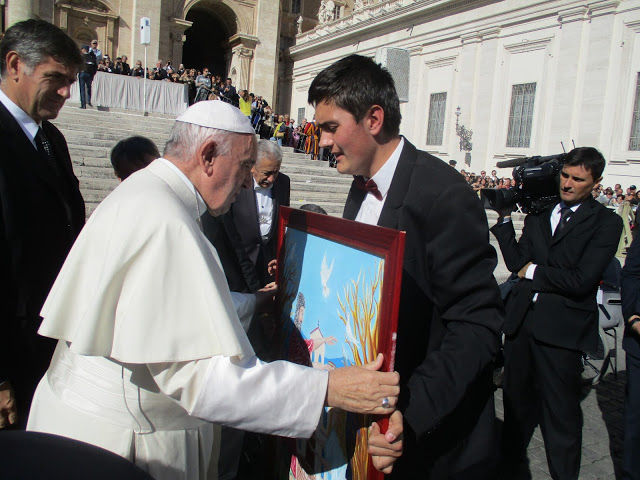
Vollein Ferenc átadja "Szent Márton megkereszteli édesanyját" című festményét Ferenc pápának (2016. október 12.)